# Sklízecí mlátička
Sklízecí mlátička, žací mlátička nebo obilní kombajn, zkráceně kombajn (z angl. combine harvester „kombinovaný sklízeč“, též jen combine), je pojízdný zemědělský stroj, který slouží ke sklizni obilí, olejnin, luštěnin a dalších plodin. Obilné kombajny mají vpředu sklízecí adaptér (žací lištu, sběrák či adaptér pro sklizeň kukuřice nebo slunečnice), který bývá pro jízdu v normálním silničním provozu po běžné silnici buď uložen na pomocný vozík, který sklízecí mlátička táhne za sebou, nebo nesen samotným strojem. Tyto kombajny jsou pokračovatelem předchozích obilní mlátiček, které byly statické a navazovaly na sklízecí proces. 

Popis konvenční sklízecí mlátičky s tangenciálním uspořádáním a vytřásadly

## Funkce
Úkolem sklízecích mlátiček je získat porost ze stanoviště sečením nebo sbíráním, mlácením (uvolnění zrna z klasu), oddělením zrna od slámy (separace), vyčistěním od nečistot a shromážděním v zásobníku. Ostatní zbytky rostlin upraví k dalšímu zpracování. K tomu využívá různé druhy adaptérů, mláticího i separačního ústrojí.
Kombajn obilí poseče žací lištou, která jej průběžným dopravníkem dopraví do středu lišty před šikmý řetězový dopravník a ten jej posune do mláticího ústrojí, kde se oddělí zrno od slámy a plev (tedy provádí mlácení). Hrubé omlaty (zrno, části stonku a plevy) putují na sítovou skříň, která pomocí vibrací a toku vzduchu zrno vyčistí. Vyčištěné zrno následně dopraví zrnový výtah do zásobníku zrna, který se po naplnění vysype do odvozního prostředku (souběžně jedoucího) vozu (nákladního auta nebo přívěsu traktoru). Sláma je z mláticího ústrojí  uložena do řádku či rozdrcena drtičem a rozhozena do šířky záběru mlátičky. 

## Rozdělení mláticího ústrojí
Mláticí ústrojí se dělí dle konstrukční koncepce na: 

### Tangenciální
K uvolnění zrna dochází díky uderu mlatky uchycené na tangenciálním bubnu (uloženém napříč sklízecí mlátičkou). Pod bubnem je uložen mláticí koš, kterým zrno propadává na čištění. Tangenciální mláticí ústrojí bývá doplněno o separační a odmítací buben, které mají za úkol zintenzivnit separaci a minimalizovat tak sklizňové ztráty. O zbytkovou separaci se starají klávesová vytřasadla. Tangeciální sklízecí mlátičky dokáží zpravidla produkovat vyšší kvalitu slámy za cenu o něco horšího podílu poškozeného zrna ve srovnání s ostatními mláticími koncepcemi.

### Axiální
Axiální mláticí ústrojí se vyznačuje jedním či dvěma podélně uloženými rotory, které plní v přední části funkci mláticí a zadní části separační. Toto ústrojí se vyznačuje větší šetrností ke sklizenému materiálu a intenzivnějším separačním účinkem. I díky tomu jsou dnešní nejvýkonnější mlátičky s axiálním mláticím ústrojím. Nevýhodou zpravidla bývá vysoké poškozené slámy.

### Hybridní
Hybridní mláticí ústrojí kombinuje tangenciální mláticí část s axiální separační částí pro zbytkovou separaci, tzn. v přední části mlátičky je tangenciální mlatkový mláticí buben, na nějž navazuje jeden či dva axiální separační rotory. Tím je docíleno kompromisu mezi intenzivním mlácením a separací, a zároveň poškozením slámy, které nedosahuje tak vysokého procenta v porovnáním s axiálním ústrojím.  

## Vývoj žacích prostředků
1. srp
2. kosa
3. lištová sekačka tažená zvířaty (obvykle koněm či kravkou)
4. lištová sekačka tažená lokomobilou či traktorem. K vymlácení se požaté obilí dopravovalo k samostatně stojící mlátičce.
5. samovazný stroj – lištová sekačka se zařízením na vázání snopů.
6. sklízecí mlátička – sekačka přímo spojená s mlátičkou, takže odpadá sušení požatého obilí na poli.

## Dříve vyráběné sklízecí mlátičky
SSSR:
S-4, SK-3, SK-4, SK-5 Niva, SK-6 Kolos
NDR:
Fortschritt E 512,
Fortschritt E 514,
Fortschritt E 516,
Fortschritt E 517
Československo/Maďarsko:
ŽM-300

## Současní výrobci
- Case IH
- Claas
- Deutz-Fahr
- Fendt
- Challenger
- John Deere
- Massey Ferguson
- New Holland
- Sampo
- Gomselmaš

## V kultuře
O životě československých kombajnérů za socialismu pojednává seriál Jaroslava Dietla Plechová kavalerie, který natočil v roce 1979 Jaroslav Dudek.

## Jiné druhy kombajnů
- Slovem kombajn se označují složitější nezemědělské stroje určené pro těžbu uhlí a dalších nerostů v dolech či v lomech.
- Někdy se takto označují i další zemědělské stroje určené pro sklizeň cukrové řepy nebo brambor apod.
- Jako chmelový kombajn je někdy označováno statické strojní zařízení označované jako chmelová česačka.

## Galerie

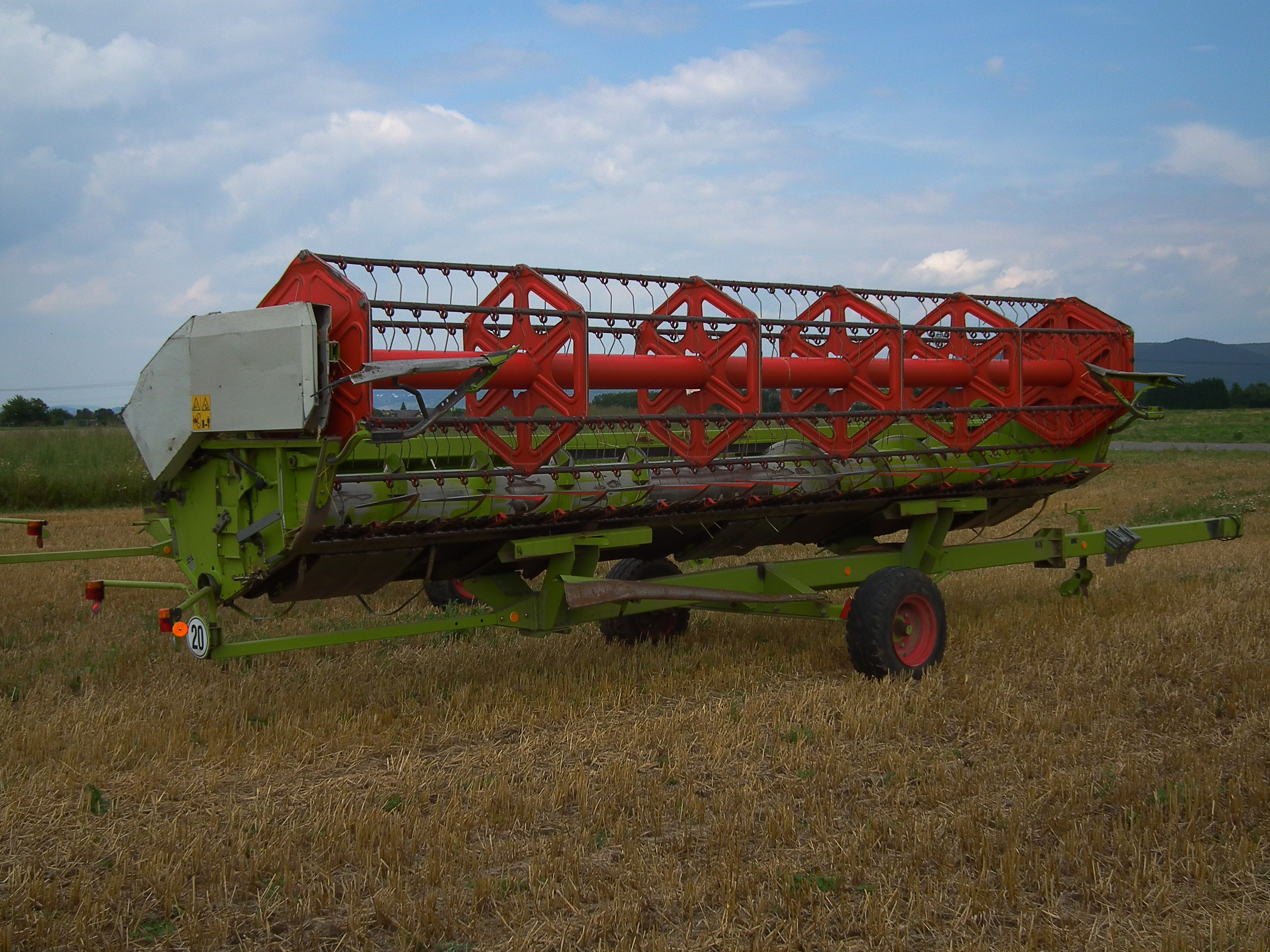
Žací lišta s dopravníkem
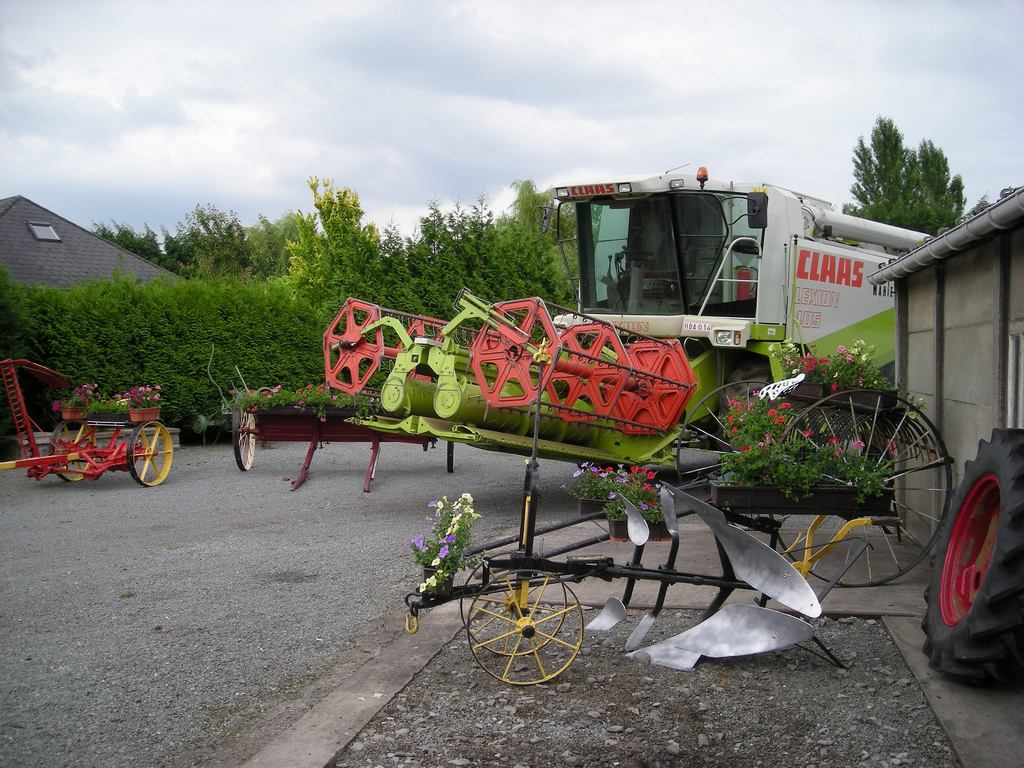
Claas Lexion
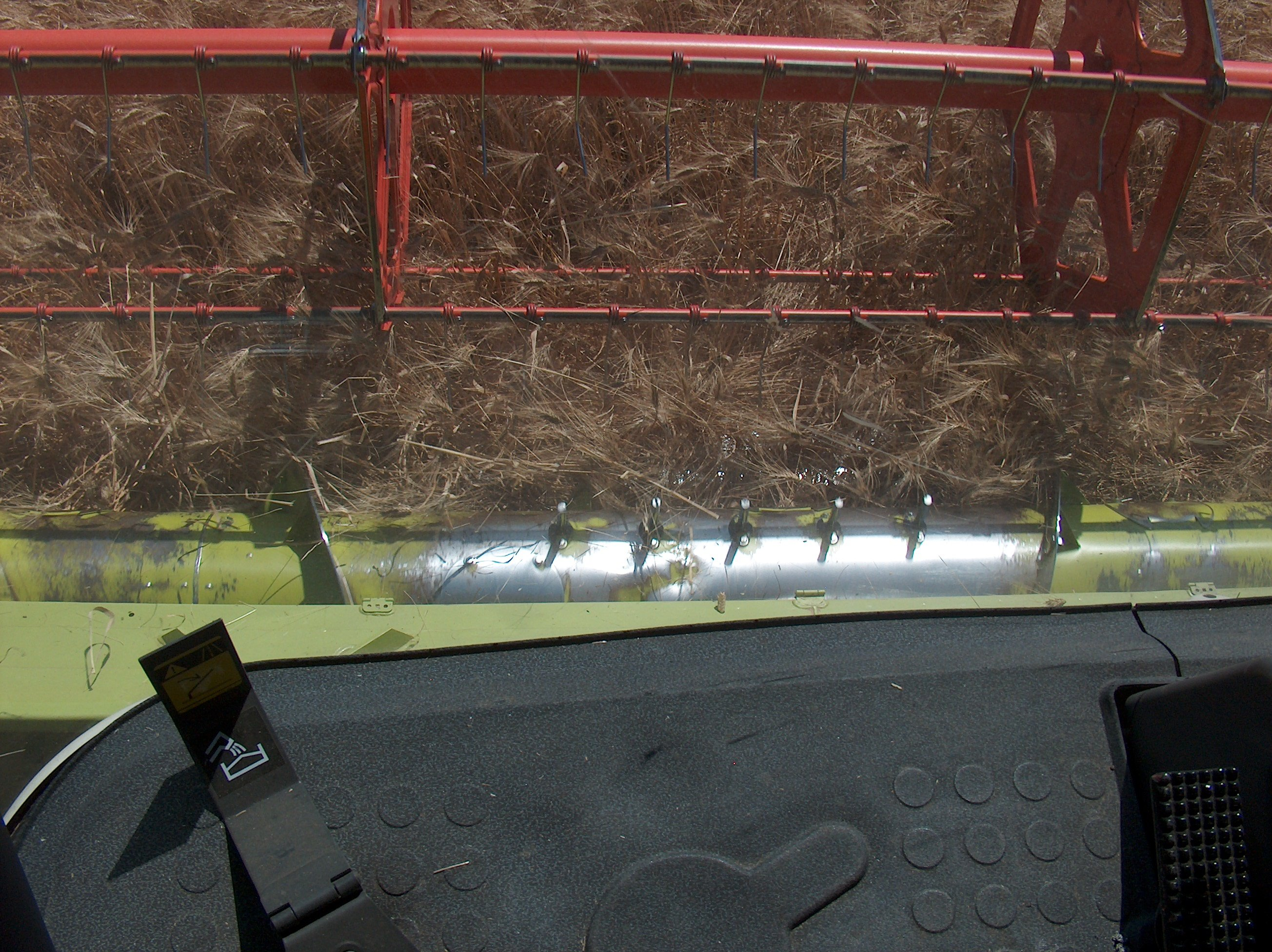
Pohled z kabiny
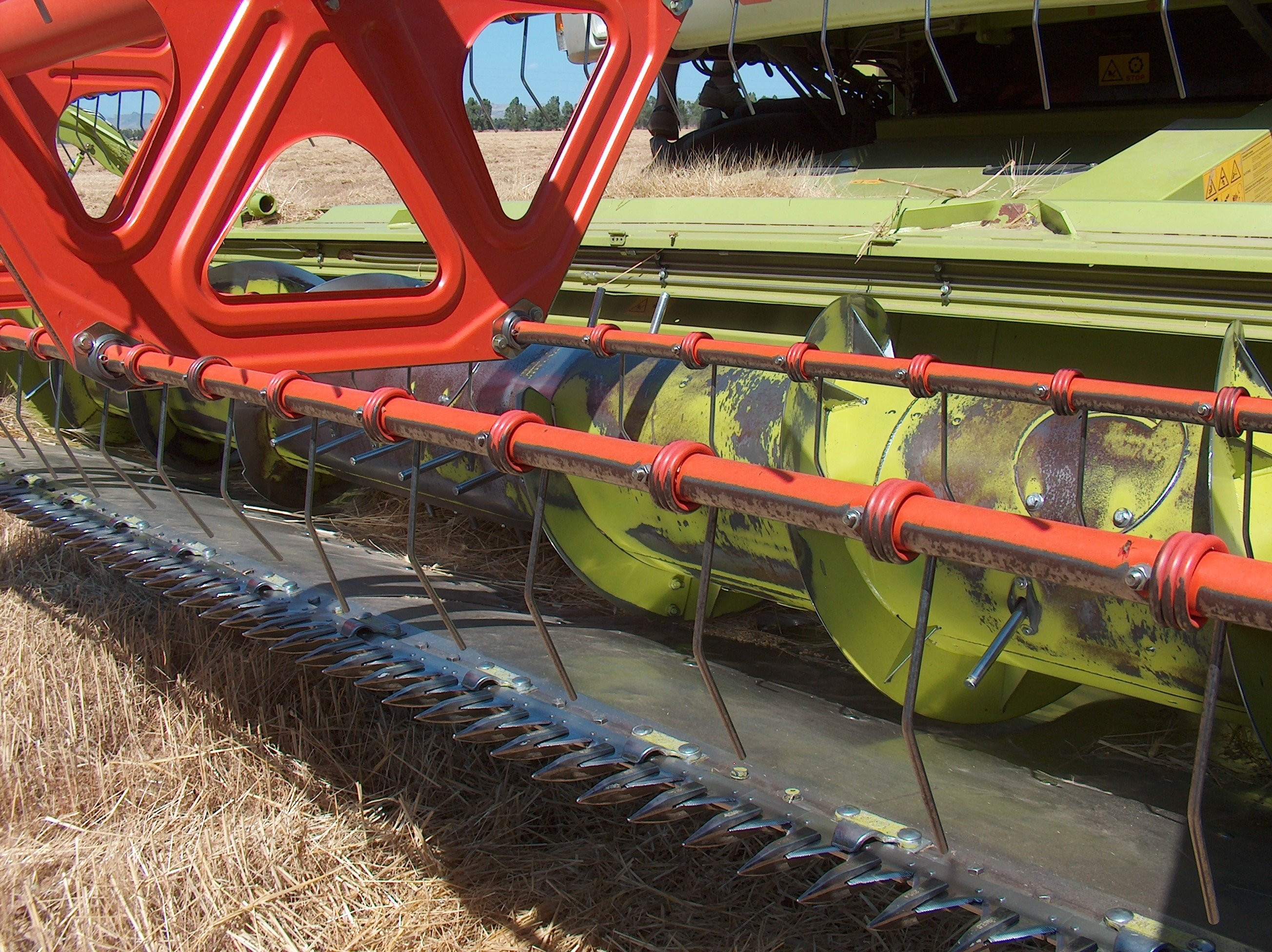
Žací lišta Claas
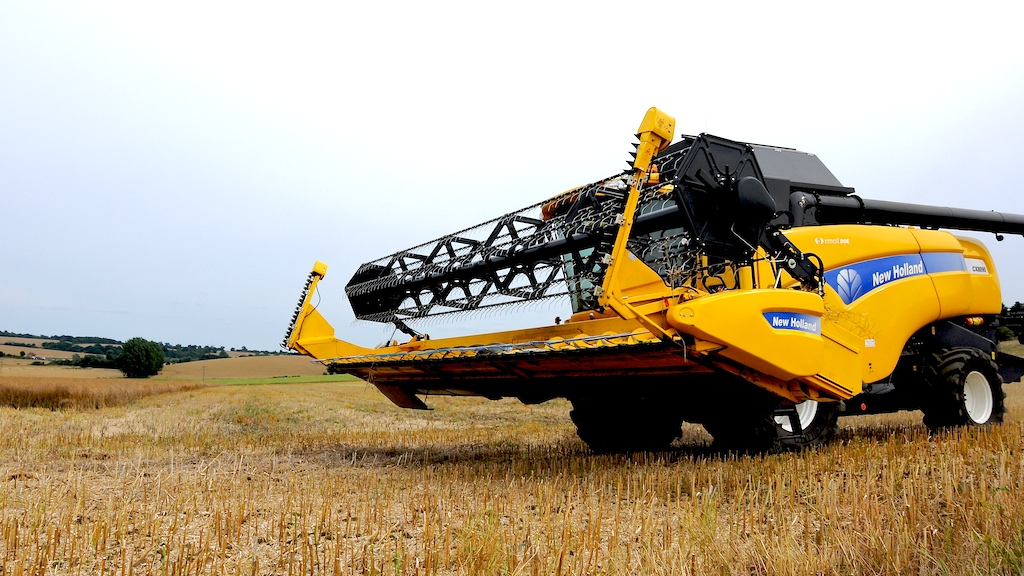
New Holland CX8090
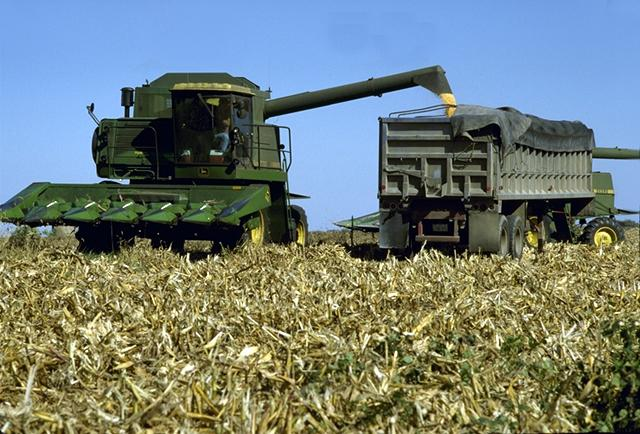
Kombajn při sklizni kukuřice
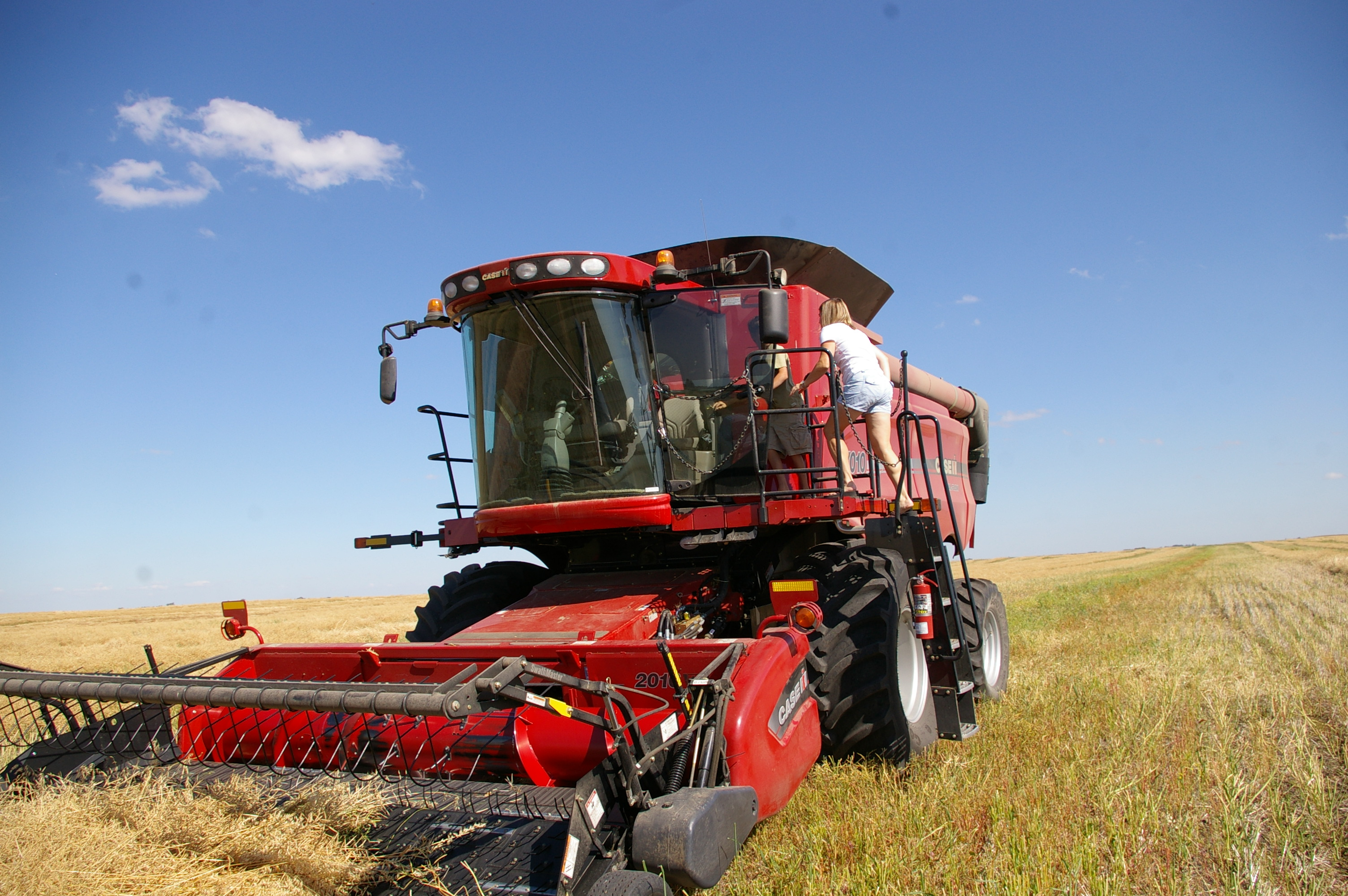
Case 7010